# كاظم الصلح
كان كاظم الصلح (1904 - 25 ديسمبر 1976)[بحاجة لمصدر] سياسيًا لبنانيًا ودبلوماسيًا ومؤسسًا لحزب سياسي وصحيفة، كما كان عضواً في البرلمان في لبنان وشغل منصب سفير البلاد في العراق، وهو ينحدر من عائلة سنية بارزة منحت لبنان أربعة رؤساء وزراء هم: شقيقه تقي الدين الصلح وكذلك رياض الصلح وسامي الصلح ورشيد الصلح، وتعد عائلة الصلح في الأصل من مدينة صيدا الساحلية القديمة في جنوب لبنان.

## حياته الشخصية
ولد كاظم الصلح عام 1904 في بيروت، التحق بالكلية الدولية في بيروت، ثم درس في المدرسة اليسوعية في بيروت أيضًا وذلك قبل تخرجه في كلية الحقوق جامعة دمشق، وفي عام 1934 تزوج من ابنة عمه الأولى يسر كامل الصلح وأصبح لديهم أربعة أطفال: هانا وخلدون ونوال ورغيد الصلح، ثم توفي في 25 ديسمبر 1976.

## حياته المهنية
شغل كاظم الصلح منصب سفير لبنان في بغداد من عام 1947 وحتى عام 1960 حيث غادر العراق بعد عام من الانقلاب الذي أطاح بالملكية الهاشمية في البلاد، وفي القترة 1960-1964كان كاظم الصلح عضوا في البرلمان اللبناني ويمثل المنطقة الشرقية من زحلة، وكان أيضا رئيس لجنة الشؤون الخارجية البرلمانية، ومن قبل ذلك كان كاظم الصلح ناشطًا قويًا للقومية العربية واستقلال المنطقة عن القوى الأجنبية، بالإضافة إلى تأسيسه الحزب القومي العربي عام 1935.
في عام 1936 كتب الصلح ورقة خلال المؤتمر الساحلي -الذي نُشر لاحقًا- والذي كان تمهيدًا للميثاق الوطني اللبناني الذي يعزز التعايش اللبناني، وتعتبر ورقته بشكل عام واحدة من أسس الدستور اللبناني وهو عقد المواطن.
وفي الفترة 1943-1947 أسس ممارسة قانون في وسط بيروت، وفي الفترة 1944-1960 قام بتشكيل حزب سياسي يسمى النداء جنبًا إلى جنب مع المثقفين البارزين الآخرين وشقيقه تقي الدين الصلح الذي أصبح فيما بعد رئيسا للوزراء.

### النداء
في عام 1930 كان كاظم الصلح هو المالك المؤسس لصحيفة النداء (الاستئناف) اليومية في بيروت، والتي ساهم فيها إخوته في المقالات، لكن توقفت الصحيفة عن النشر في عام 1940.

## روابط خارجية
- الشرق اليوم، بيروت، لبنان، 18 أبريل 2008.
- لبنان والعروبة، بقلم رغيد الصلح، دار نشر توريس 2004، صفحة 147.